# Bo Persson (regissör)
Bo Lennart Persson, född 13 juli 1953 i Göteborg, är en svensk regissör och manusförfattare. Han har främst regisserat dokumentärfilmer, ofta tillsammans med Joanna Helander.
Bo Persson utbildade sig bland annat i Paris och Rom. Han har under sin karriär som filmare ofta arbetat ihop med Joanna Helander, en polsk fotograf som 1968 dömdes till fängelse för att ha demonstrerat mot invasionen av Tjeckoslovakien. 1971 emigrerade hon till Sverige. Persson och Helander regisserade 1994 filmen Återkomster, en dokumentär skildring av Joanna Helanders återkomst till sitt födelseland. Två år tidigare kom Teater Åttonde dagen, en film om den polska teatergruppen Teatr Osmego Dnia ('Teater Åttonde dagen') och skådespelarnas historia under 1980-talets repressiva polska styre. Den var 1992 nominerad till det europeiska filmpriset Felix.
2016 hade Bo Persson och Joanna Helander premiär på Svenska Filminstitutet i Stockholm på långfilmsdokumentären Watching the Moon at Night, en film om terrorism och antisemitism och dess offer runt om i världen.. Filmen inbjöds att visas i Sveriges riksdag och har visats i Europaparlamentet och i mer än femton länder på festivaler och i andra sammanhang, från New York till Paris, från Warszawa till Jerusalem.

## Filmografi
- 1992 – Teater Åttonde dagen
- 1994 – Tvillingarna från Kraków
- 1994 – Återkomster
- 2016 – Watching the Moon at Night